# PowerPC 7400
PowerPC 7400, kurz PPC7400 (auch als Serie: PowerPC 74xx bzw. PPC74xx) oder PowerPC G4 (für die Generation 4), ist die Bezeichnung für den von Motorola aus dem Vorgänger PowerPC 750 (3. Generation) entwickelten 32-Bit-RISC-Mikroprozessor der PowerPC-Familie. Das Design der PowerPC-Prozessoren wurde in enger Abstimmung zwischen Apple, IBM und Motorola (AIM-Allianz) entworfen, IBM blieb der Entwicklung des PowerPC 7400 jedoch fern. Mit ein Grund dafür waren unterschiedliche Ansichten, wie die SIMD-Einheit AltiVec in den Chip integriert werden sollte.
Der Name G4 (engl. “Generation Four”) ist umgangssprachliche ebenfalls die Bezeichnung für Power Mac G4-Rechner von Apple, in denen PowerPC-7400-Prozessoren verbaut sind.

## Geschichte
Die G4-Prozessoren wurden, bevor die Produktion Ende 2005 eingestellt wurde, vor allem von dem amerikanischen Computerhersteller Apple unter anderem in den Modellreihen Power Mac und PowerBook verbaut. G4 ist deshalb auch die umgangssprachliche Bezeichnung für die verschiedenen Power Mac G4-Modelle. Motorola gliederte den Halbleiterbereich 2004 vollständig in die Tochterfirma Freescale Semiconductor aus.
Der Nachfolger der G4-Reihe sind die im Gegenzug nur von IBM entwickelten und produzierten G5-Prozessoren. Freescale selbst hat die Reihe bisher noch nicht weiterentwickelt, legt allerdings den Schwerpunkt der Fortschritte in den Embedded-Bereich, wo beispielsweise weitere externe Schnittstellen auf den Chip verlegt werden, etwa mit dem MPC8641D. Gleichzeitig wurde der Name der Prozessorreihe in e600 geändert, die teilweise voll mit den von Apple verwendeten G4-Prozessoren kompatibel sind.

## Technik
G4-Prozessoren enthalten eine 128-Bit-Vektoreinheit (SIMD-Verfahren) mit dem Namen „AltiVec“. Diese Einheit ist vergleichbar mit der SSE-Technologie der auf der 32-Bit-x86-Architektur IA-32. Damit können bis zu vier Gleitkommazahlen gleichzeitig verarbeitet werden, oder aber bis zu 16 Bytes. Es wurde auch die Mehrprozessorfähigkeit verbessert. Die Mitglieder der Vorgänger-Modellreihe PowerPC 750 (G3) sind zwar fähig, mehrere Prozessoren zu koppeln, allerdings mit starken Leistungseinschränkungen. Für G4 wurde deshalb eine schnelle Chip-zu-Chip-Verbindung mit in die Architektur aufgenommen. Der Prozessor soll 33 Millionen Transistoren haben.

## Prozessoren der Reihe
- Motorola PowerPC 7400 – Grundmodell
- Motorola PowerPC 7410 – Grundmodell für den mobilen Einsatz mit erhöhter Prozessor- und Bus-Geschwindigkeit[1]
- Motorola PowerPC 7440 – PowerPC 7450 für den mobilen Einsatz ohne L3-Cache und mit niedrigerer Kernspannung[2][3]
- Motorola PowerPC 7450 – inoffiziell auch als G4+ bezeichnet, mit erhöhter Prozessor- und Bus-Geschwindigkeit

Die bisher schnellsten Modelle sind der 7448 mit 1 MB L2-Cache bei max. 1,7 GHz (mehr bei geeigneter Kühlung) und der 7457 mit max. 2 MB L3-Cache und 1,33 GHz (der 7455 mit 1,42 GHz wurde nur für Apple hergestellt).

## Trivia
Der Power Mac G4 aus dem Jahr 1999 rechnete zu schnell, um nach China exportiert werden zu dürfen. Da seine Rechenleistung gerade noch in den damals definierten Bereich der Supercomputer fiel, unterlag er den amerikanischen Ausfuhrbeschränkungen.